# Crematogaster orobia
Crematogaster orobia är en myrart som beskrevs av Santschi 1919. Crematogaster orobia ingår i släktet Crematogaster och familjen myror. Inga underarter finns listade i Catalogue of Life.